# Fülig Jimmy

„Fülig Jimmy rendet tesz” – részlet Korcsmáros Pál Piszkos Fred, a kapitány képregény adaptációjából

Fülig Jimmy regényalak Rejtő Jenő több művében. Teljes, maga által készített neve: Don Fülig di St. James. Matróz, akit Fokvárostól Hondurasig ismernek, első tiszt, majd hajóskapitány, illetve fregattfőhadnagy. A nevét onnan szerezte, hogy állítólag szeret nevetni, és olyankor fülig húzza a száját. Szikár, vállas alakjához kamaszosan sima, ámde csontos és széles arc társul.

## Élete
Két szigetről (Anglia és Dél-Amerika) kitiltották, de a többi helyen korlátoltan partra szállhatott. Egy ideig a Boldogság Szigetek királyát helyettesítette a trónon, míg az uralkodó (al)világi életet élt. A sziget kormányzása nem okozott számára nehézséget, hiszen egyszer a félszemű Vasziccsal együtt már elkormányozta a „Nekivág!” nevű sónert Jávától Sanghajig. Ő volt a világ első uralkodója, aki pertut ivott népével. A kormányzás mellett naplót vezetett, amelyből többek között fény derül a LEX FÜLIG 193… 1. T.c.: A KÜLSŐ MEGJELENÉS KÖTELEZŐ EGYSZERŰSÉGÉRŐL, A KORONATANÁCSBAN megszületésének körülményeire. Jimmy később is jó kapcsolatot tartott fenn az uralkodóval, életének fontos eseményeiről és életfelfogásáról sajátos helyesírású leveleiben tájékoztatta. A hajózáson kívül vendéglátóipari tapasztalata is van: hosszú ideig Barcelonában egy étterem kirakatában transzparensként dolgozott. A Honolulu-Star fedélzetén pedig egyszerre a fűtő és a pincér feladatait is ellátta öt hétig, Port Szueztől Tahitiig.
Összeférhetetlen Piszkos Freddel, mivel az öreg kapitány rengetegszer becsapta, mégis sokszor összeállnak különböző alkalmakkor a haszon reményében, legyen az életmentő akció vagy csatahajólopás.

## Nézetei
Fülig Jimmy talpig világfi, aki sokat ad külsejére és modorára, szereti a muzsikát és a mozit. A vele egyivásúak közül azzal tűnik ki, hogy szeret mosakodni. Meggyőződése, hogy a jómód és az ízlés legjobb kifejezője a bricsesznadrág bőrkamásnival, illetve az aranygombos flanell pizsamakabát, nyeles monokli, fehér tányérsapka fényes fekete ellenzővel, emailgombbal. 
Nem babonás, és nem hisz a badarságokban, mert aki minden hétfőn hármat köp kelet felé egy barna kavicsra, azt nem érheti megrontás.

## Szállóigévé vált mondásai
- Uram! A késemért jöttem!
- Nem lehet minden pofon mellé egy forgalmi rendőrt állítani.
- Nincsen üszlet kockázás nélkül.
- Belejön, mint úrifiú a pofozkodásba.
- Hej kocsmáros! Az egész birodalom asz én vendégem!  (Piszkos Fred, a kapitány – 12. fejezet)
- Mindenütt jó, de a legjobb sehol! (Piszkos Fred, a kapitány – 16. fejezet)
- Ha most nincs itt, majd elkapom máskor! De akkor nem lesz pardon!  (A megkerült cirkáló 3. fejezet)
- Üzent magának Hawaiiból a Víg Kiloccsantó tulajdonosa, hogy otthagyta a dohányzacskóját tavaly... (A megkerült cirkáló)

- – Ha rám hallgat, Sir, akkor ezt a tengerészt, aki idehozott, megbízza helyettem. Tudom, kit ajánlok. Olyan ember, hogy egy csónakkal meg egy szál ágvitorlával a sarkvidékre is elmegy, oda-vissza. Fülig Jimmy lángvörös lett. Mégse olyan nagy kutya ez, mint amilyennek hitte! Az admirális szeretett volna a Kapitány arca mögé belátni a pillantásával. De ez nyugodtan és keményen nézett rá. Anderson a követ felé fordult: – Ha nélkülözni is kell a Kapitány szolgálatát; tanácsait elfogadjuk. – És Fülig Jimmyhez lépett. – Keressen fel holnap délelőtt a Waldorf Astoriában. Minden eszköz rendelkezésére áll az expedícióhoz. (A megkerült cirkáló)

- – Kérem... vassal és kenyérrel Kínáig is elhatolok. – Ne hencegjél, Jimmy – intette le a Kapitány –, mert Kínába te már elhatoltál nemegyszer, egyetlen darab kenyér és vas nélkül is.  (A megkerült cirkáló)

- – Hé, Chang! – kiáltott fel az egyik szakállas matrózhoz. – Mi van? – Miféle rendes hajó található még errefelé? – Üzent neked a Kapitány – kiabálta vissza a matróz –, mert tudta, hogy idejössz majd bámészkodni. Aszongya: Eredj a Háromárbócos Szódavíz vendéglőbe. A Vakapád ma este beáll a karanténból, mert letelt a zárlata. Szemtelen Manfréd kiadja kölcsönbe! (A megkerült cirkáló)